# Луций Стертиний Норик
Луций Стертиний Норик (лат. Lucius Stertinius Noricus) — римский политический деятель первой половины II века.
Его отцом был консул-суффект 92 года Луций Стертиний Авит. По всей видимости, Луций родился в провинции Норик, когда его отец был там прокуратором, на что указывает его когномен. С мая по август 113 года Норик занимал должность консула-суффекта вместе с Луцием Фадием Руфином. Его старшим братом был консул-суффект 112 года Публий Стертиний Кварт. Дочерью Норика была Стертиния Бассула, внучкой — Стертина Кокцея Бассула Венеция Элиана, супруга консула-суффекта 161 года Квинта Камурия Нумизия Юниора.